# Wall of Arms
Albums de The Maccabees
Colour It In
(2007) Given to the Wild
(2012)
Singles
1. No Kind Words
Sortie : 1er mars 2009 (téléchargement)
2. Love You Better
Sortie : 27 avril 2009
3. Can You Give It?
Sortie : 6 juillet 2009

Wall of Arms est le deuxième album studio du groupe britannique de rock indépendant The Maccabees sorti le 4 mai 2009 sur le label Fiction Records.

## Enregistrement et production
L'enregistrement de l'album s'est notamment déroulé à Liverpool et à Paris.

## Parution et réception

### Classement
| Pays            | Positions |
| --------------- | --------- |
| UK Albums Chart | 13        |

## Fiche technique

### Liste des chansons
Toutes les chansons sont écrites et composées par The Maccabees.
| No  | Titre                             | Durée |
| --- | --------------------------------- | ----- |
| 1.  | Love You Better                   | 3:20  |
| 2.  | One Hand Holding                  | 3:01  |
| 3.  | Can You Give It?                  | 2:54  |
| 4.  | Young Lions                       | 3:00  |
| 5.  | Wall of Arms                      | 3:04  |
| 6.  | No Kind Words/Bag of Bones Part A | 3:39  |
| 7.  | Dinosaurs                         | 3:15  |
| 8.  | Kiss and Resolve                  | 3:07  |
| 9.  | William Powers                    | 3:30  |
| 10. | Seventeen Hands                   | 3:49  |
| 11. | Bag of Bones Part B               | 4:41  |

### Interprètes
- Orlando Weeks – chant, guitare
- Hugo White – guitare
- Felix White – chœurs, guitare
- Rupert Jarvis – basse
- Sam Doyle – batterie